# The Inner Galactic Fusion Experience
The Inner Galactic Fusion Experience è il quinto album in studio del chitarrista statunitense Richie Kotzen, pubblicato nel 1995. 

## Tracce
Testi e musiche di Richie Kotzen, eccetto dove indicato.
1. Pulse – 6:19
2. Dose – 5:59
3. Hypnotist – 6:10
4. Ultramatic – 6:18
5. Trick – 5:12 (Kotzen, Gregg Bissonette)
6. Stark – 4:21 (Kotzen, Bissonette)
7. Hype – 5:43
8. Tramp – 7:07
9. Last Words – 4:22

## Formazione
- Richie Kotzen – voce, chitarra, organo Hammond, pianoforte, basso, batteria (traccia 8), ingegneria del suono, missaggio, produzione
- Gregg Bissonette – batteria (eccetto traccia 8)
- Jeff Berlin – basso (tracce 1, 2, 4)
- DeAnna Eve – cori
- Jason Arnold – mastering